# Esquisto azul
El esquisto azul  es una roca metamórfica. Su color característico, el azul, se debe a la presencia de anfíbol rico en sodio (anfíbol sódico), crossita o glaucofana. El esquisto azul es típico de zonas con un bajo gradiente geotermal como los son las zonas de subducción. 
Se forman en ambientes de alta presión y baja temperatura.[cita requerida]